# Portgordon
Portgordon est une localité du Moray, en Écosse.

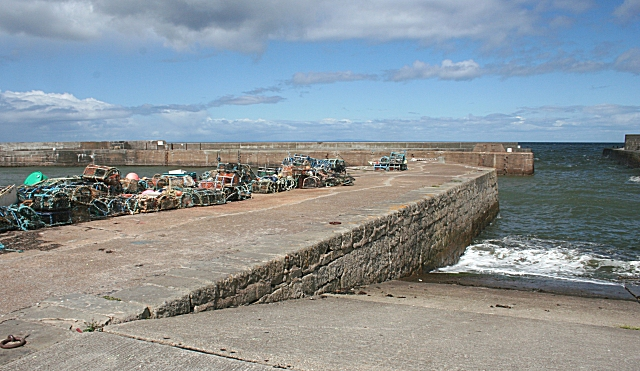
Entrée du port en 2008

Le port a été fondé en 1797.